# Witten Hauptbahnhof
Witten Hauptbahnhof liegt im Südosten der Innenstadt von Witten im Ruhrgebiet. Er wurde als Witten BME von der Bergisch-Märkischen Eisenbahn-Gesellschaft am 9. März 1849 eröffnet.
Das heutige Empfangsgebäude aus dem Jahre 1901 nach den Entwürfen des Wittener Architekten Richard Sauerbruch steht unter Denkmalschutz und ist Teil der Route der Industriekultur.

## Geschichte

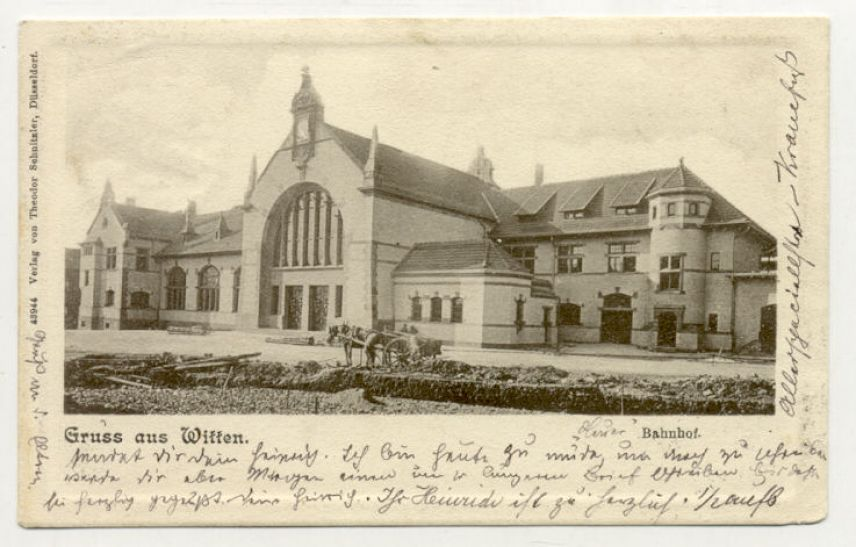
Postkarte von 1900

Witten Hauptbahnhof ist Verknüpfungsbahnhof mehrerer Eisenbahnstrecken. Die Stammstrecke der BME war bereits am 20. Dezember 1848 zunächst nur für den Güterverkehr eröffnet worden. Am 26. Oktober 1860 begann die BME an diesem Bahnhof den Bau ihrer Ruhrgebietsstrecke.
Der Bahnhof hieß zunächst Bahnhof Witten West. Der erste Standort fand Kritik, der Bahnhof wurde 1901 nach Süden verlegt. Zum 21. Januar 1940 wurde er in Witten Hauptbahnhof umbenannt.
Die Deutsche Reichsbahn nahm am 4. Oktober 1926 die Güterzugstrecke über Witten-Höhe nach Wengern Ost mit Anschluss an die Ruhrtalbahn in Betrieb. In Witten-Höhe zweigte vom 15. Mai 1934 bis 30. November 1979 die Strecke Richtung Schwelm ab, diese wurde zu Beginn des Jahres 1983 endgültig stillgelegt. Der Personenverkehr über Wengern Ost nach Hagen-Vorhalle wurde erst mit etwa drei Jahren Verzögerung aufgenommen, aber am 1. Juni 1986 eingestellt.
Am 1. Dezember 1939 stießen bei Witten zwei Züge zusammen. Dabei starben 15 Menschen, 17 weitere Personen wurden verletzt.

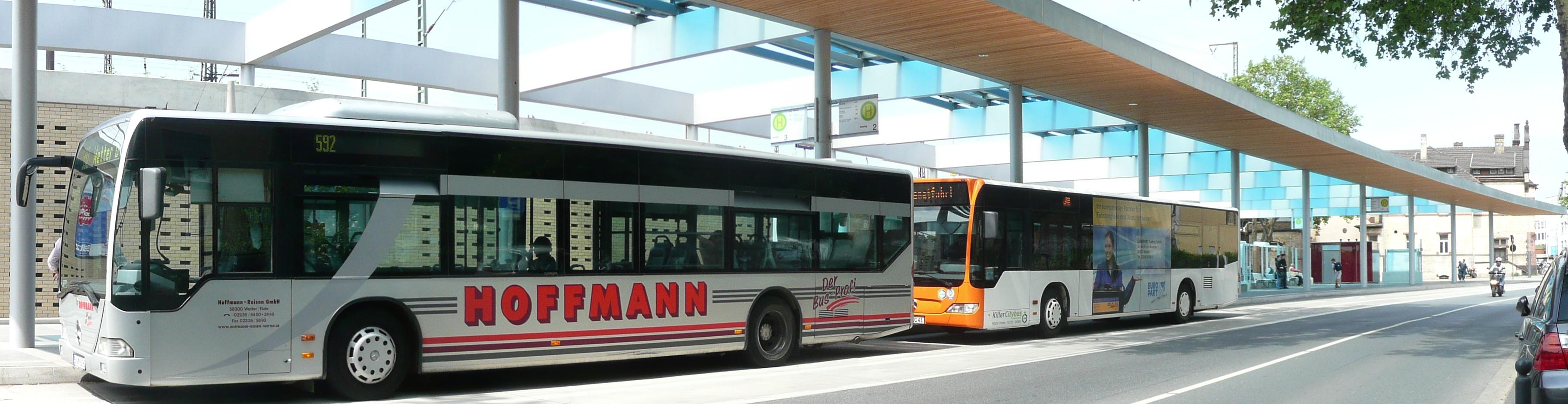
Neuer Busbahnhof

2010 wurde das Empfangsgebäude an die Investoren Radomir Zecevic und Markus Bürger verkauft.
Sie sorgten hier für einen besonderen Blickfang: Die 900-mm-Dampflok Bn2t „FRIEDRICH“ wurde 1949 bei Henschel & Sohn gebaut, war als Klöckner-Werksbahnlok in Hagen-Haspe im Einsatz und nach Außerdienststellung von der Sauerländer Kleinbahn übernommen worden, die sie aber nicht einsetzen konnte. (siehe Liste in Deutschland vorhandener Dampfspeicherlokomotiven)
Am 14. Januar 2012 wurde in Witten ein Busbahnhof südöstlich des Hauptbahnhofs eröffnet. Mit seiner Verlegung vom Kornmarkt an den neuen Standort sollte die Anbindung des Busnetzes mit dem Schienenverkehr verbessert werden. Bis dahin hielt nur ein Teil der Buslinien am Wittener Hauptbahnhof.
Die Straßenbahnen der BOGESTRA bedienen die benachbarte Haltestelle Witten Bahnhofstraße. Dort verkehren die Linien 309 (von Witten-Heven nach Bochum-Langendreer S) und 310 (Witten-Heven nach Höntrop Kirche). Zwischen Heven und Langendreer Markt ergibt sich durch diese beiden Linien von Montag bis Samstag in der HVZ ein 15-Minuten-Takt. Die unmittelbar am Hauptbahnhof endende Straßenbahnlinie 320 nach Witten-Annen wurde bereits 1985 eingestellt, auch Gleisreste sind hier verschwunden.

## Betrieb

Triebzug der Baureihe 422 auf der Linie S 5 in Witten

Der südliche Ast der Bahnstrecke Wuppertal–Dortmund wird sowohl vom Fernverkehr als auch Nahverkehr genutzt, der nördliche Ast seit 1988 hingegen nur noch vom Nahverkehr (seit 1994: S-Bahn-Linie S 5).
Der Regionalverkehr nach Essen Hauptbahnhof nutzt die Bahnstrecke Witten/Dortmund–Oberhausen/Duisburg, der Fernverkehr fährt seit 1988 ohne Halt in Witten über die gleiche Strecke sowie durch den zwecks dessen Beschleunigung gebauten Tunnel Oberstraße über die Hauptstrecke nach Dortmund Hauptbahnhof. Letztgenannten Weg nimmt seit Dezember 2002 auch der Wupper-Express (RE 4). Seit Dezember 2021 ist Witten Halt der Intercity-Linie 34 und somit wieder an den Fernverkehr anschlossen. Zuvor wurde Witten bis 1991 vom Schnellzug Amsterdam CS–Bad Wildungen bedient. Die Züge der IC-Linie 34 können zwischen Dortmund Hbf und Dillenburg mit Nahverkehrsfahrkarten genutzt werden. Einzelne Züge bieten zum Ferntarif auch durchgehende Verbindungen nach Münster; in Südrichtung wird so Frankfurt erreicht.
Die einzelnen heute noch in Betrieb befindlichen Streckenteile auf der südlichen Ruhrseite von Witten Hauptbahnhof über den Wittener Ruhrviadukt zur ehemaligen Abzweigstelle Witten-Höhe, von Witten-Höhe über die mittlere Ruhrtalbahn nach Wengern Ost und von Wengern Ost via Volmarstein nach Hagen-Vorhalle sind zu einer durchgehenden Güterzugstrecke durchgebunden.
In Witten Hauptbahnhof halten folgende Linien:
| Linie | Linienverlauf | Takt                                           | Betreiber         |
| ----- | --- | ---------------------------------------------- | ----------------- |
| IC 34 | von Münster kommend: Dortmund Hbf – Witten Hbf – Iserlohn-Letmathe – Altena (Westf) – Werdohl – Plettenberg – Finnentrop – Lennestadt-Grevenbrück – Lennestadt-Altenhundem – Kreuztal – Siegen-Weidenau – Siegen Hbf – Dillenburg, dann weiter nach Frankfurt (Main) Freigabe für Nahverkehrstickets nur zwischen Dortmund und Dillenburg Stand: Fahrplanwechsel Dezember 2024                                                                                                   | 120 min, 240 min                               | DB Fernverkehr    |
| RE 4  | Wupper-Express: Aachen Hbf – Aachen Schanz – Aachen West – Herzogenrath – Kohlscheid (einzelne Züge) – Übach-Palenberg – Geilenkirchen – Lindern – Hückelhoven-Baal – Erkelenz – Rheydt Hbf – Mönchengladbach Hbf – Neuss Hbf – Düsseldorf-Bilk – Düsseldorf Hbf – Wuppertal-Vohwinkel – Wuppertal Hbf – Wuppertal-Barmen – Wuppertal-Oberbarmen – Schwelm – Ennepetal (Gevelsberg) – Hagen Hbf – Wetter (Ruhr) – Witten Hbf – Dortmund Hbf Stand: Fahrplanwechsel Dezember 2023 | 60 min                                         | National Express  |
| RE 16 | Ruhr-Lenne-Express: Essen Hbf – Wattenscheid – Bochum Hbf – Witten Hbf – Wetter (Ruhr) – Hagen Hbf – Hohenlimburg – Iserlohn-Letmathe – Letmathe-Dechenhöhle – Iserlohn Stand: Fahrplanwechsel Dezember 2023 | 60 min                                         | VIAS              |
| RE 34 | Dortmund-Siegerland-Express: Dortmund Hbf – Witten Hbf – Hagen-Hohenlimburg – Iserlohn-Letmathe – Altena (Westf) – Werdohl – Plettenberg – Finnentrop – Lennestadt-Grevenbrück – Lennestadt-Altenhundem – Kirchhundem-Welschen Ennest – Kreuztal – Siegen-Weidenau – Siegen Hbf Stand: Fahrplanwechsel Dezember 2024 | 60 min, 120 min                                | DB Regio HLB VIAS |
| RB 40 | Ruhr-Lenne-Bahn: Essen Hbf – Essen-Kray Süd – Wattenscheid – Bochum Hbf – Witten Hbf – Wetter (Ruhr) – Hagen-Vorhalle – Hagen Hbf Stand: Fahrplanwechsel Dezember 2021 | 60 min                                         | DB Regio          |
| S 5   | Dortmund Hbf – Dortmund-Barop – Dortmund-Kruckel – Witten-Annen Nord – Witten Hbf – Wetter (Ruhr) – Hagen-Vorhalle – Hagen Hbf Stand: Fahrplanwechsel Dezember 2023 | 30 min (Dortmund–Witten) 60 min (Witten–Hagen) | DB Regio          |

Am Hauptbahnhof halten auch folgende Buslinien, welche am Busbahnhof zu erreichen sind:
| Linie | Linienverlauf | Taktfolge                                                                                         | Betreiber             |
| ----- | --- | ------------------------------------------------------------------------------------------------- | --------------------- |
| SB38  | Hattingen Mitte – Burg Blankenstein – Haus Kemnade – Witten-Herbede – Witten Hbf – Witten-Bommern – Wetter-Wengern – Wetter Bf – Grundschöttel – Gevelsberg-Silschede – Gevelsberg Hbf – Milspe – Ennepetal Busbahnhof                                                                       | 60 min                                                                                            | VER / DB Rheinlandbus |
| 320   | Witten-Rüdinghausen – Witten-Annen – Witten Rathaus / Husemannstr. – Witten Hbf – Heven Dorf – Freizeitbad Heveney – Bochum-Querenburg, Ruhr-Universität / Herbede Mitte – Hattingen Steinenhaus – Niedersprockhövel Kirche                                                                  | 15 min (Rüdinghausen–Witten Hbf) 30 min (Witten Hbf–Heven) 60 min (Heven–Sprockhövel/RUB)         | Bogestra              |
| 371   | Witten Hbf – Witten Rathaus – Bebbelsdorf – Universität Witten/Herdecke – Stockum – Stockumer Bruch – Dortmund-Oespel – Dortmund Universität | 15 min (Witten–Stockumer Bruch) 30 min (Stockumer Bruch–Dortmund Universität)                     | VER                   |
| 375   | (Witten-Kämpen – Herbede) / Bochum-Querenburg, Ruhr-Universität – Witten-Heven – Witten Hbf – Witten Rathaus – Annen Markt – Witten-Annen – Holzkamp-Gesamtschule – Wartenberg / Große Borbach                                                                                               | 30/60 min                                                                                         | Bogestra              |
| 376   | Hagen, Vorhalle Bf / Herdecke, Friedrich-Harkort-Gymnasium – Herdecke Mitte – Herdecke Bf – Kirchende – Westende – Witten, Auf dem Schnee – Witten Rathaus – Witten Hbf (→ Heven → Bochum-Querenburg, Ruhr-Universität ) (nur einzelne Fahrten morgens an Schultagen und zur Vorlesungszeit) | 20 min                                                                                            | Bogestra              |
| 379   | Harpen, Ruhr-Park – Werne Amt – Bochum-Langendreer – Langendreer Markt – Langendreerholz – Witten Rathaus – Witten Hbf – Witten-Bommern Bf – Bommern Mitte – Bommeraner Heide – Durchholz – Haßlinghausen Busbahnhof                                                                         | 30 min (Ruhr Park–Bomm. Heide) 15 min (Witten Rathaus–Bomm. Heide) 60 min (Bomm. Heide–Haßlingh.) | Bogestra              |
| 592   | Witten Hbf – Witten-Bommern – Wetter-Wengern – Wetter-Oberwengern – Wetter Bf | 60 min                                                                                            | VER                   |
| NE17  | BO-Ruhr-Universität – Witten Herbede – Witten Hbf – Bommern – Witten Rathaus – Heven – BO-Ruhr-Universität | 60 min                                                                                            | Bogestra              |
| NE18  | Langendreer Nord → Bochum-Langendreer → Langendreer Markt → Witten Hbf → Witten Rathaus → Witten-Annen → Annen Markt → Stockum → Witten Rathaus → Langendreerholz → Langendreer Markt → Bochum-Langendreer → Langendreer Nord                                                                | 60 min                                                                                            | Bogestra              |

## Stellwerk

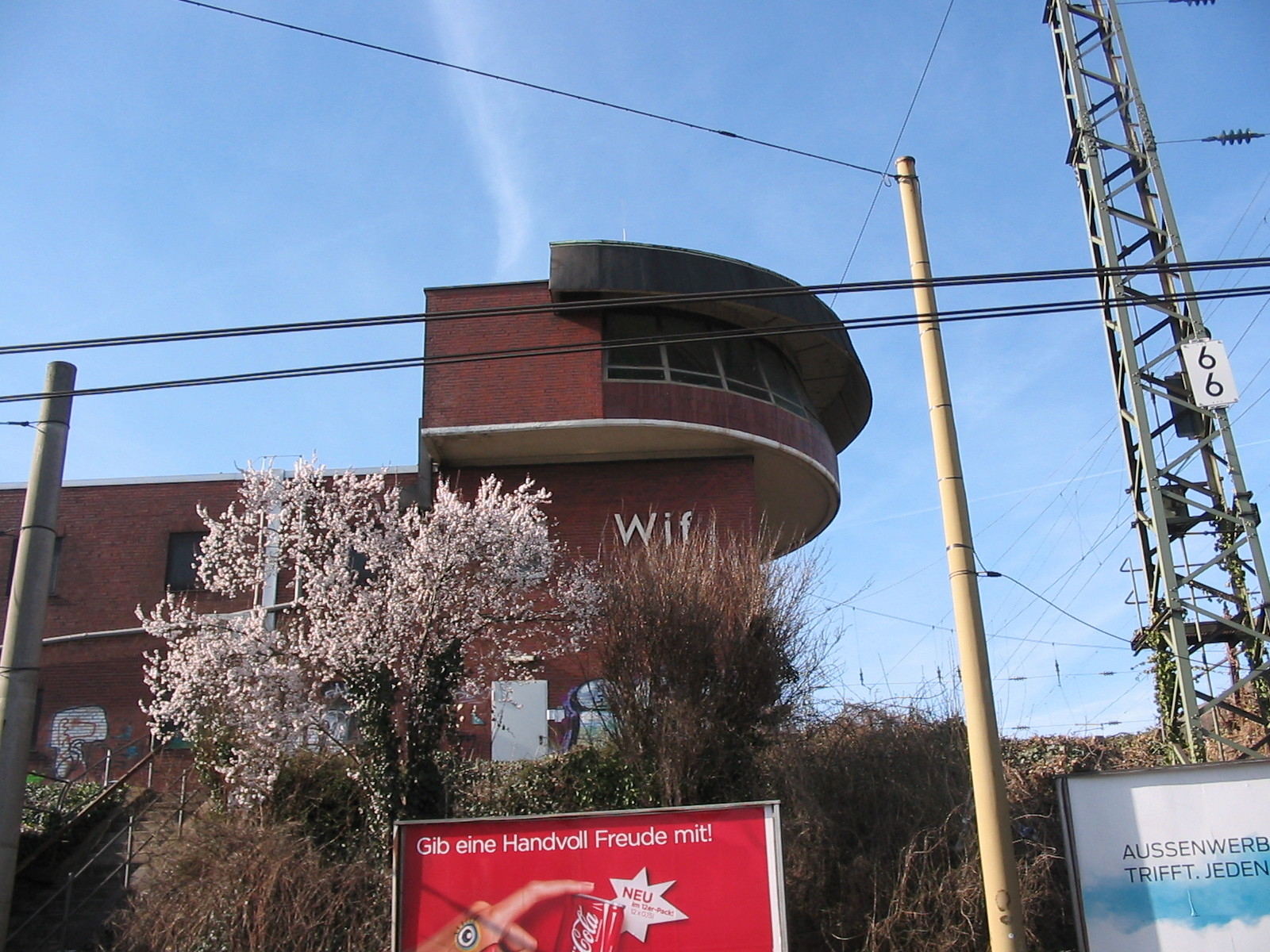
Stellwerk Wif

Das Stellwerk Wif (Witten Hauptbahnhof, Fahrdienstleiter) ist ein Gleisbildstellwerk der Bauart SpDrS60 und ging 1981 in Betrieb. Es steuert neben dem Wittener Hauptbahnhof die Abzweigstelle Stockumer Straße an der Trennung der Ferngleise nach Bochum und Dortmund, mehrere Bahnübergänge zwischen dem Wittener Hauptbahnhof und dem Haltepunkt Wetter (Ruhr) sowie die Einfädelung der Ruhrtalbahn in die linke Ruhrstrecke am Bahnhof Wengern Ost. Der Bahnübergang am Haltepunkt Witten-Annen Nord wird mittlerweile vom Stellwerk Dortmund Hbf aus gesteuert.

## Sonstiges
2018 wurden außen am Gebäude und in der Bahnhofshalle diverse Überwachungskameras angebracht.

### Deutsche Bahn AG
- Gleise in Serviceeinrichtungen (EWIT). DB InfraGO (PDF; 183,5 KiB)

### NRWbahnarchiv von André Joost
- Beschreibung der Betriebsstelle EWIT
- Beschreibung der Personenzugangsstelle Witten Hauptbahnhof

### Weitere Belege
- Beschreibung dieser Sehenswürdigkeit auf der Route der Industriekultur (archivierte Version)
- Eisenbahnfreunde Witten: 100 Jahre Bahnhof Witten mit weiteren Bildern
- Witten Hauptbahnhof in der OpenRailwayMap